# Westliche Dakota

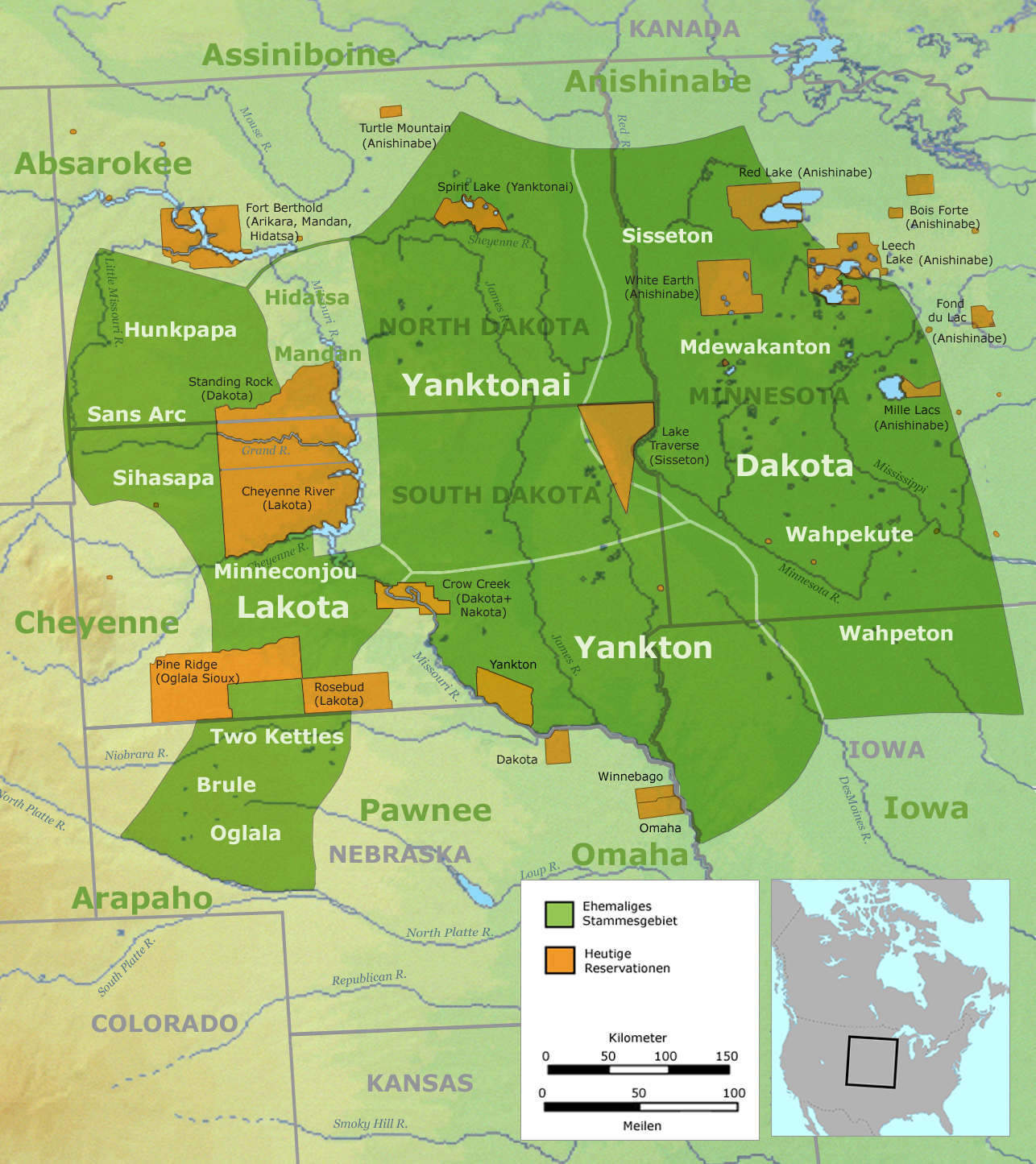
Ehemaliges Stammesgebiet der Nakota, benachbarter Stämme und heutige Reservate

Die Dakota, Dakhóta (auch: Dakȟóta – „Freunde, Verbündete“) sind die mittlere Dialekt- und Stammesgruppe der Sioux aus der Sioux-Sprachfamilie. Ursprünglich lebten die Sioux-Stämme im Gebiet westlich der Großen Seen, jedoch wurden später große Gruppen der Sioux von den Anishinabe (Chippewa oder Ojibwe) nach Süden und Westen verdrängt. Auf der Wanderung in ihre neuen Jagdgründe teilten sich die Sioux in drei große regionale Stammesgruppen, die sich im Dialekt und teilweise auch in ihrer Lebensweise und Kultur unterschieden – den im Osten zurückgebliebenen Dakota bzw. Östlichen Dakota, den westwärts auf die Plains gezogenen Lakota (die seitdem auch als Teton oder Thítȟuŋwaŋ – „Bewohner der Prairie, d. h. der Ebenen“ bekannt sind), sowie den nun als Westliche Dakota (seltener: „Mittlere Dakota“) bezeichneten Dakota (da sie zwischen den Dakota im Osten und den Lakota im Westen lebten).
In der historischen Literatur sowie Fachliteratur wurden und werden die Westlichen Dakȟóta (Yankton und Yanktonai) fälschlicherweise als Nakota bezeichnet.
Die Sprecher der einzelnen Dialekte hatten keine Schwierigkeiten, einander zu verstehen. Während Dakhótiyapi (Santee-Sisseton) und Lakȟótiyapi heute noch von vielen Sioux gesprochen wird, ist die Dialektvariante des Dakȟótiyapi (Yankton-Yanktonai) nahezu ausgestorben.

## Umstrittene Bezeichnung als Nakota
Früher wurden unter dem falschen Sammelbegriff Nakota neben den Westlichen Dakȟóta (Yankton und Yanktonai) auch die sprachlich verwandten Assiniboine (Nakhóta, Nakhóda oder Nakhóna) sowie Stoney (Nakhóda oder Nakhóta, eine Assiniboine-Splittergruppe) gezählt – jedoch hatten sich Letztere bereits 1640 von der Wazikute Band der Upper Yanktonai abgespaltet und waren größtenteils nach Norden auf die Prärieprovinzen von Kanada westlich des Lake Winnipeg gezogen. Dort bildeten sie die Cree-Assiniboine (Nehiyaw-Pwat) oder Iron Confederacy, eine mächtige Militär- sowie Handels-Konföderation der dominierenden Woodland und Plains Cree sowie der Assiniboine, Stoney und später der Manitoba Saulteaux/Westliche Saulteaux (Plains Ojibwe) (den Erzfeinden der Sioux-Völker), was nun zu immer wieder auftretenden Kämpfen und Konflikten zwischen Sioux und Assiniboine führte. Die Sioux bezeichneten die nun feindlichen Assiniboine daher als Hohe („Rebellen“).
Mitte des 18. Jahrhunderts trennten sich die nordwestlichsten Bands der Assiniboine von diesen und entwickelten zusammen mit zugezogenen Lakota eine neue Stammesidentität als Stoney (auch als Stoney Nakoda Nation oder Iyärhe Nakoda bezeichnet), blieben jedoch Mitglied der Cree-Assiniboine-Allianz. Einige Stoney behaupten daher, sie verstünden die Lakota besser als die benachbarten Assiniboine und bezeichnen sich als Rocky Mountain Sioux.
Da die Assiniboine oft Stone oder Rocky Sioux genannt wurden, manche der Stoney sich Iyarhe Nakodabi – ‘Rocky Mountain Sioux’ nannten und beide sich als Nakhóda bezeichneten, wurden sie oft verwechselt oder gar als ein Volk behandelt.
Im Jahr 1978 unternahmen Douglas R. Parks, A. Wesley Jones, David S. Rood und Raymond J. DeMallie in den Sioux und Assiniboine Reservaten eine systematische linguistische Untersuchung der verschiedenen Dialekte und Sprachen, um eine präzise Dialektologie der Sioux-Sprachen zu entwickeln. Als Ergebnis stellten sie fest, dass beide, die Santee-Dakota (Östliche Dakota) und die Yankton/Yanktonai (Westliche Dakota), sich selbst als „Dakota“ bezeichnen bzw. bezeichneten. Hingegen ist das Autonym „Nakota (Nakoda)“ nur unter den Assiniboine und den Stoney üblich; jedoch wurden deren Erkenntnisse in der Akademischen Literatur (insbesondere wenn es sich nicht um linguistische Fachliteratur handelte) sowie in der populärwissenschaftlichen Literatur selten reflektiert oder aufgenommen.
Heute bezeichnen sich die untersuchten Sioux-Gruppen in ihrer Muttersprache folgendermaßen:
- Dakhóta oder Dakhód – die Santee-Dakota oder Östliche Dakhóta; meist als Dakota bezeichnet
- Dakȟóta oder Dakȟód – die Yankton und Yanktonai oder Westliche Dakȟóta; meist fälschlich als Nakota bezeichnet
- Lakȟóta oder Lakȟól – die Teton-Sioux (diese Bezeichnung ist nicht mehr gebräuchlich); heute daher meist als Lakota bezeichnet
- Nakhóta, Nakhóda oder Nakhóna – die Assiniboine, die wahren Nakota
- Nakhóda oder Nakhóta – die Stoney, die wahren Nakota

## Očhéthi Šakówiŋ oder die Sieben Ratsfeuer der Sioux
Die Sioux bildeten eine lose Allianz von drei regionalen Dialekt- und Stammesgruppen, die sie Oceti Sakowin oder Očhéthi Šakówiŋ („Das Feuer der sieben Stämme“, „Die sieben Ratsfeuer“) nannten, da sie aus sieben Otonwepi (bluts- sowie sprachverwandte Untergruppen; Singular: Otonwe bzw. Tȟuŋwaŋ) bestanden. Zu den Očhéthi Šakówiŋ gehörten (von Ost nach West) die vier Otonwepi der Östlichen Dakota (Mdewakanton, Wahpekute, Sisseton und Wahpeton), die zwei Otonwepi der Westlichen Dakota (Yankton und Yanktonai) sowie als größte Otonwe/Tȟuŋwaŋ die Lakota/Teton selbst:
1. (Östliche) Dakota oder Dakhóta (auch: Santee-Sisseton oder Santee)
- Santee (Isáŋyathi - ‘Knife Makers’) oder „Upper Council of the Dakota“, „Upper Sioux“
  - Mdewakanton oder Mdewakaŋtoŋwaŋ / Bdéwákhathuŋwaŋ (‘Dwellers of the Spirit Lake/Sacred Lake’ – „Bewohner/Volk des/am Bdé Waḳaŋ / Mde Waḳaŋ, d. h. Mille Lacs Lake“)
  - Wahpekute oder Waȟpékhute (‘Shooters Among the Trees’ – „Schützen im Laubwald“, nomadisierende Gruppe, daher fehlt der Namenszusatz Tȟuŋwaŋ bzw. Othúwahe – „Dorf“ oder „Siedler“)
- Sisseton oder „Lower Council of the Dakota“, „Lower Sioux“
  - Sisseton oder Sisíthuŋwaŋ (‘Dwellers in the Swamps’, ‘Fish Ground Dwellers’, ‘Marsh Dwellers’, ‘People of the Marsh’)
  - Wahpeton oder Waȟpéthuŋwaŋ (‘Dwellers Among the Leaves’)

2. Westliche Dakota oder Dakȟóta (auch: Yankton-Yanktonai), früher fälschlich als Nakota bezeichnet (dem Autonym der feindlichen Stoney und Assiniboine)
- Yankton oder Iháŋktȟuŋwaŋ (‚People of the End [of the Village]‘, ‚Village at the End‘)
- Yanktonai oder Iháŋktȟuŋwaŋna (‚People of the End [of the Little Village]‘, ‚Little Dwellers at the End‘, ‚Little Village at the End‘)

3. Lakota oder Thítȟuŋwaŋ / Teton („Bewohner der Prairie, d. h. der Ebenen“)
Die Mdewakanton waren bis zum Aufstand der Östlichen Dakota 1862 in Minnesota die führende Otonwe / Tȟuŋwaŋ der Očhéthi Šakówiŋ, mussten aber als Folge der Niederlage, bei der sie große Verluste an Menschen und Kampfkraft erlitten, ihre Stellung innerhalb der Allianz an die größte Óšpaye/Oyate (Stamm) der Lakota, den Oglala, abtreten.
Ursprünglich zählten die Assiniboine (und deren enge Verwandte, die Stoney) ebenfalls zu den Sioux-Völkern, hatten sich jedoch bereits Mitte des 17. Jahrhunderts mit den zahlreicheren Woodland und Plains Cree verbündetet und eine starke Handels- und Militärallianz gegründet, die bald als Cree-Assiniboine bzw. Cree-Konföderation oder Iron Confederacy („Eiserne Konföderation“) bezeichnet wurde, die verbündeten Stämme bezeichneten diese Allianz nach den zwei dominierenden Völkern einfach als Nehiyaw-Pwat (in Cree: Nehiyaw – „Cree“ und Pwat oder Pwat-sak – „Sioux (Feinde)“). Bereits im 17. Jahrhundert berichteten die europäischen Händler und Reisenden, dass die Assiniboine als Zweitsprache das Cree nutzen – viele Cree Bands sprachen ebenfalls Assiniboine. Als mächtige Zwischenhändler im Pelzhandel gelangten diese daher auch an europäische Waffen und diese bessere Waffenausrüstung gestattete der Cree-Assiniboine-Konföderation die Expansion nach Westen, Süden und Norden, wobei sie militärisch gegen die Chipewyan im Norden und die Dakota im Süden (1670–1700) vorgingen. Spätestens als Anfang des 18. Jahrhunderts sich west- und südwestwärts gezogenen Bands der Manitoba Saulteaux/Westliche Saulteaux (Plains Ojibwe) (Erzfeinde der Sioux-Völker) der Cree-Assiniboine-Konföderation anschlossen und nun gemeinsam gegen benachbarte Stämme vorgingen, betrachteten die Sioux (Östliche Dakota, Westliche Dakota und Lakota) die Assiniboine und Stoney nicht mehr zu den Očhéthi Šakówiŋ / Oceti Sakowin zugehörig – da diese nun zu ihren Feinden zählten, wurden sie einfach als Hohe („Rebellen“) bezeichnet.

## Sozio-politische Gliederung der Westlichen Dakȟóta
Die Westlichen Dakȟóta umfassten zwei Otonwepi (bluts- sowie sprachverwandte Untergruppen; Singular: Otonwe bzw. Tȟuŋwaŋ) – die Yankton und Yanktonai, die wiederum mindestens drei Óšpayepi/Oyate (Stämme) umfassten (Yankton, Upper Yanktonai und Lower Yanktonai), die in zahlreiche separate Thiyóšpaye (Bands) aufgeteilt waren. Jede Thiyóšpaye wurde durch einen eigenen Ithacha / Itháŋčhaŋ (Ältester) und einen diesen beratenden Stammesrat – bestehend aus den Anführern der Okhódakichiye (Krieger- bzw. Militärgesellschaften), den Akíčhita/Akichita (wörtlich: „Krieger, Soldat“, fungierten als Lagerpolizei) sowie zudem Waphíya wičhášta (Heiliger Mann) und Phežúta Wičhášta (Heiler oder Geistheiler). Daneben gab es auch noch Kriegsführer (Blotahuŋka), der die Krieger im Krieg anführte. Die einzelnen Bands (meist ca. 50 bis zu 100 Personen) wiederum unterteilten sich nochmals in mehrere Wicoti (Lokalgruppen) (engl. local bands), die sich aus einer bzw. mehreren Großfamilien (engl. extended families) zusammensetzten und gemeinsam ein Wichóthipi (Lager (Camp)) bildeten; somit waren deren Angehörige durch Blut, Heirat und Adoption miteinander verbunden. Die kleinste organisatorische Einheit bildete die Thiwáhe (Kernfamilie), die meist ein Thípi („Behausung“, mit dem Begriff wurde sowohl das Erdhaus als auch das Tipi bezeichnet) oder zwei benachbarte Tipis bewohnte und somit einen gemeinsamen Tiohnake (Haushalt) bildete.
Die meiste Zeit des Jahres verbrachten die Westlichen Dakȟóta in ortsfesten Dörfern aus Erdhäusern entlang der Flussufer, die meist nur von einer Wicoti (Lokalgruppe) bewohnt wurden, um mittels Ackerbau (Mais, Bohnen und Squash), Fischfang sowie Jagd in den angrenzenden Wäldern ihren Lebensunterhalt zu sichern. Im Sommer und Herbst versammelten sie sich in größeren Lagern, um auf die Büffeljagd zu gehen und den Wi Wáŋyaŋg Wačhípi (Sonnentanz) zu zelebrieren – während dieser Zeit bewohnten sie die heute meist als Tipis verstandenen Lederzelte, die auf von Pferden gezogenen Travois transportiert wurden. Diese wurden in einem großen Kreis aufgebaut, der Hóchoka (Lagerkreis) genannt wurde. Es gab eine feste Ordnung, in dem jede Band und Familie ihren bestimmten Platz hatte. Der Lagerkreis bestand aus einem meist gegen Osten offenen großen C-förmigen Ring, der bei etwa 1.000 Tipis bis zu vier Reihen tief war und einen Kreis von etwa 2 km im Durchmesser bildete. Besonders ehrenvoll waren bestimmte Plätze im Kreis, wie die „Hörner“, so wurden die beiden Flanken rechts und links des Eingangs oder Tiyopa genannt. Der Platz des Häuptlingstipis war in der Mitte des Kreises gegenüber dem Eingang. Der Name Hunkpatina/Húkpathina (‘Dwellers at the camp circle entrance’, ‘Camps at End of Horns’ etc.) ist eine Ehrenbezeichnung für diese Óšpaye und bezieht sich auf deren traditionellen Platz an den „Hörnern“ des Lagerkreises (und somit am Ende oder am Anfang), weil der Stamm traditionell seinen Platz rechts oder links am Eingang zum Lagerkreis hatte. Die Grenzen zwischen den drei Óšpayepi waren nicht fix, sondern überlappten sich. Die verschiedenen Óšpayepi (Stämme) sowie deren Thiyóšpaye (Bands) trafen sich regelmäßig zur gemeinsamen Jagd oder für Zeremonien. Die Büffeljagd und der Sonnentanz stellten wichtige soziale und religiöse Ereignisse für die Sioux dar, während derer oftmals Bands der Westlichen Dakȟóta zusammen mit Bands der Lakota (ihren westwärts auf den Great Plains lebenden Verwandten) einen Lagerkreis bildeten und gemeinsam auf die Jagd gingen und religiöse Feste und Rituale begingen.

## Stämme und Bands der Westlichen Dakȟóta (Yankton und Yanktonai)
Die Westlichen Dakȟóta umfassten zwei Otonwepi (bluts- sowie sprachverwandte Untergruppen; Singular: Otonwe bzw. Tȟuŋwaŋ) – die Yankton und Yanktonai, die wiederum mindestens drei Óšpayepi/Oyate (Stämme) umfassten (Yankton, Upper Yanktonai und Lower Yanktonai), die in zahlreiche separate Thiyóšpaye (Bands) aufgeteilt waren:
- Yankton oder Iháŋktȟuŋwaŋ (oftmals wiedergegeben als: Ihanke-towan; People of the End [of the Village]‘, ‘Village at the End’, Ihanke – „Ende“; Othúwahe bzw. Tȟuŋwaŋ – „Dorf“: „Dorf am Ende/Eingang“)[7]
  - Chankute
  - Chagu
  - Wakmuhaoin
  - Ihaisdaye
  - Wacheunpa
  - Ikmun
  - Oyateshicha
  - Washichunchincha
- Yanktonai oder Iháŋktȟuŋwaŋna / Ihaŋktoŋwaŋna (oftmals wiedergegeben als: Ihanktonna; ‚People of the End [of the Little Village]‘, ‚Little Dwellers at the End‘, ‚Little Village at the End‘; Ihanke – „Ende“; Othúwahe bzw. Tȟuŋwaŋ – „Dorf“; na -Diminutiv: „kleines Dorf am Ende/Eingang“) unterteilten sich in zwei Óšpayepi/Oyate (Stämme):[8]
  - Upper Yanktonai oder Wičhíyena („Jene, die wie Männer reden“)[9]
    - Wazikute (‘Shooters Among the Pines’; als sich die Assiniboine von diesen abspalteten, wurden Letztere fortan von den nun feindlichen Sioux Hohe – „Rebellen“ genannt)
    - Takini / Takina (‘Improved in condition as a lean animal’, ‘Return to life’)
    - Cikcitcena / Shikshichena / Siksicena (‘Bad ones of different sorts’, ‘Bad ones’)
    - Bakihon (‘Gash themselves with knifes’, ‘Gashers’)
    - Kiyuksa (‘Breaker of the marriage law or custom’, ‘Law breakers’)
    - Pabaska / Paksa / Natakaksa (‘to cut off the head’, ‘Head cut off’, daher im Englischen meist Cutheads genannt[10], ursprünglich Sisseton, schlossen sich den Lower Yanktonai an, nördlichste und bedeutendste Gruppe)[11]
    - siebte Gruppe (Name nicht überliefert)

  - Lower Yanktonai oder Hunkpatina / Húkpathina (‘Dwellers at the camp circle entrance’, auch: ‘Camps at the Edge’, ‘End of Entrance’, ‘Head of the Camp Circle’, ‘Camps at End of Horns’)
    - Putetemini / Pute Temini (‘Sweat lips’, ‘Sweating lips’), bedeutendste Band, daher oftmals auch Hunkpatina / Húkpathina genannt
    - Cuniktceka / Shungikcheka / Sunikceka (‘Common dogs’)
    - Takhuha Yuta / Tahuhayuta (‘Eaters of hide scrapings’)
    - Sanona / Sanone (‘Shoots at some white object’, ‘Rubbed white’)
    - Ihasha (‘Red lips’)
    - Iteghu / Itegu (‘Burnt faces’)
    - Pteyutecni / Pteyuteshni / Pteyutesni (‘Eat no buffalo cows’, ‘No buffalo cow eaters’)[12]

## Stammesgebiete und Lebensweise
Die Westlichen Dakȟóta (Yankton und Yanktonai) waren typische Vertreter der im deutschen Sprachgebrauch meist als Prärie-Indianer bezeichneten Völker, die im Englischen jedoch als Plains Indians bekannt sind. Typisch für die Prärien ist ein extremes Klima, das durch sehr kalte Winter, heiße Sommer und ein oder mehrere aufeinander folgende Jahre mit großen Überschwemmungen geprägt ist, die wiederum von Perioden großer Dürren gefolgt werden. Die Häufigkeit und Stärke der Dürre (sowie eine Abnahme des Niederschlags) verstärkt sich mit der Entfernung zu den Wäldern von der Hochgrasprärie im Osten (der „Prärie im engsten Sinne“) über die Zentrale Mischgrasprärie in die trockene Kurzgrasprärie (meist „Great Plains“ oder „Plains“ genannt) im Westen.
Die Unterschiede zwischen den Westlichen Dakȟóta (Yankton und Yanktonai) und den später weiter westlich auf den Great Plains lebenden Stämmen (Lakota, Cheyenne, Arapaho, Assiniboine, Cree u. a.) machten sich hauptsächlich in der Wirtschaftsweise, der hieraus folgenden Lebensweise und der Rolle des Pferdes bemerkbar:
Im Gebiet der Prärien war dank der zahlreichen Flussläufe und fruchtbaren Schwarzerde ein einfacher Feldbau möglich, der die Voraussetzung für eine sesshafte Lebensweise ermöglichte. Der Ackerbau bildete die Ernährungsgrundlage (ergänzt durch Fischerei, Wildtierjagd und Sammeln von Früchten und Wurzeln) und ermöglichte die Erwirtschaftung von Nahrungsüberschüssen, die nicht nur eine sichere Vorratswirtschaft den Stämmen ermöglichte, sondern auch die Erwirtschaftung von notwendigen Gütern in ausgedehnten Handelskontakten mit den nomadischen Plains-Stämmen. Trotz dieser ökonomischen Unterschiede hatten sich die Stämme spätestens Mitte des 19. Jahrhunderts in ihrem äußeren Erscheinungsbild (Kleidung, Schmuck, Behausungen etc.), religiösen Ritualen sowie Sozialstruktur weitgehend angeglichen und eine eigenständige Kultur entwickelt, so dass beide – die sesshaften als auch die nomadischen Stämme – als Vertreter der Prärie-Kultur bzw. Plains-Kultur betrachtet werden.
Die Westliche Dakȟóta waren keine Nomaden, und ihre Stammesgebiete erstreckten sich über die Östliche Hochgrasprärie des heutigen North und South Dakota, des nordwestlichen Iowa und südwestlichen Minnesota, wobei der Missouri Rivers (Mnišóše) meist die Westgrenze und der Minnesota River (Mini–so–tah Wakpá – „leicht wolkiger, rauchender Fluss“) die Ostgrenze ihrer Gebiete darstellte. Die sesshaften „Yankton / Iháŋktȟuŋwaŋ“ glichen in ihrer Lebensweise mehr den Östlichen Dakota und den feindlichen Algonkin des nordöstlichen Waldlandes, während die direkt nördlich lebenden „Yanktonai / Iháŋktȟuŋwaŋna“ einer halbsesshaften Lebensweise nachgingen, bei der zur Sesshaftigkeit eine nomadische Komponente hinzukommt. Letztere glichen daher in ihrer Lebensweise mehr den weiter westlich lebenden halbsesshaften Prärie-Stämmen der ebenfalls Sioux-sprachigen Mandan, Hidatsa, Ponca und Omaha oder der Caddo-sprachigen Arikara und Pawnee.
Die „Yankton / Iháŋktȟuŋwaŋ“ lebten in ortsfesten Dörfern entlang der Flussläufe und bewohnten rechteckige oder runde kuppelförmige Erdhäuser, die besseren Schutz in den bitterkalten Wintern boten, aber auch in den heißen Sommermonaten kühl blieben. Zur Sicherung ihres Lebensunterhalts betrieben sie Ackerbau (Mais, Bohnen, Squash, später Wassermelonen und Weizen), Fischfang sowie meist im Winter die Jagd (Hirsche, Antilopen, Biber) in den angrenzenden Wäldern. Im Frühjahr/Sommer und Herbst versammelten sie sich in größeren Lagern, um auf die Büffeljagd zu gehen und den Sonnentanz (Wi Wáŋyaŋg Wačhípi) zu zelebrieren – während dieser Zeit bewohnten sie die heute meist als Tipis verstandenen Lederzelte, die auf von Pferden gezogenen Travois transportiert wurden. Die Büffeljagd lieferte ihnen Nahrung und Rohstoffe für die wichtigsten Gegenstände des täglichen Bedarfs.
Das Stammesgebiet der „Yankton / Iháŋktȟuŋwaŋ“ reichte vom Cottonwood River (abgel. von Wağacha/Wáyacha – „Östliche Kanadische Schwarz-Pappel“) im Osten, westwärts über den Big Sioux River, dem Oberlauf des Des Moines River (Inyan Shasha, auch: Eah-sha-wa-pa-ta – „Fluss des rotfarbenen Steines“, evtl. mit Bezug auf den rötlichen Pipestone), dem Lower James River (E-ta-zi-po-ka-se Wakpá – „nicht schiffbarer Fluss“) bis zum Missouri River (Mnišóše) im Westen und umfasste somit die ca. 320 km lange und bis zu 160 km breite Hochebene des Coteau des Prairies.
Die Yankton kontrollierten und beschützten für die Sioux die auf der Hochebene liegenden heiligen Steinbrüche von Pipestone (Pipestone National Monument) im Südwesten von Minnesota. Sie gewannen den heute als Catlinit bekannten rötlichen Tonstein, der von allen Prärie- und Plains-Stämmen als bestes Material für ihre Heiligen Pfeifen (Čhaŋnúŋpa Wakȟáŋ – „Heilige Pfeife“, Čhaŋnúŋpa – „Pfeife“) anerkannt war, und handelten ihn durch die gesamten Great Plains. Gestützt auf den Stein und andere Güter versuchten die Yankton, andere Völker weiter westlich zu unterwerfen und ihnen den Zugang zu ihrem Gebiet und dessen Ressourcen zu verwehren.
In ihrem Stammesgebiet befand sich zudem ein wichtiger traditioneller Versammlungs- und Handelsplatz; im Flussgebiet zwischen dem Big Sioux River und dem James River trafen sich jeden Frühjahr die verschiedenen Bands der Sioux miteinander um Güter und Waren auszutauschen, später gesellten sich auch europäische und amerikanische Händler hinzu.
Die „Yanktonai / Iháŋktȟuŋwaŋna“ waren indessen den Lakota nach Westen gefolgt, hatten eine halbsesshafte Lebensweise übernommen (mit der charakteristischen Kombination aus dörflichem Ackerbau und Büffeljagd), so dass Anfang des 19. Jahrhunderts sich ihre Stammes- und Jagdgebiete vom Red River of the North und dem Oberlauf des Big Sioux River im Osten westwärts über den Sheyenne River, den Upper und Middle James River bis fast zu den Ufern des Missouri Rivers erstreckten und somit die weite trockene Hochebene des Coteau du Missouri (Missouri Plateau) im Zentrum von North Dakota und im Norden von South Dakota umfassten. Sie bewohnten nun saisonale Dörfer entlang der Flussläufe – behielten jedoch größtenteils als Behausung das rechteckige oder runde kuppelförmige Erdhaus bei, manchmal wurde es nun auch durch Pfahlbauten, Gras- und Lehmhütten ergänzt.
Hingegen waren die Assiniboine und Stoney echte nomadisierende Plains-Stämme, die berittene Kriegerbünde unterhielten, ganzjährig in Tipis wohnten und der Bisonjagd nachgingen. Durch mehrere schwere Pockenepidemien in den späten 1700er und frühen 1800er Jahren stark dezimiert, konnten die Assiniboine nie wieder ihre alte Macht und Stärke auf den Plains erlangen und die „Plains Assiniboine (Southern Assiniboine)“ waren daher gezwungen, den Vertrag von Fort Laramie 1851 zu unterzeichnen, welcher ihr Stammesgebiet auf das westliche Montana beschränkte.
Somit können die Westliche Dakȟóta (Yankton und Yanktonai) als kulturelle „Vermittler“ zwischen den Reiternomaden der Great Plains sowie den sesshaften Ackerbau-treibenden Stämmen des nordöstlichen Waldlandes betrachtet werden, da sie von beiden Kulturen Elemente in ihre Sozial- und Gesellschaftsstruktur übernommen hatten.

### Bedeutung des Pferds
Der Hund war, bis das Pferd erneut in Nordamerika auftauchte – das einzige Arbeitstier – Tragtier – der Indianer. Das Wort „Pferd“ gibt es nicht als Vokabel in Indianersprachen. Da das Pferd wie der Hund ein Arbeitstier für die Indianer war, erhielt es von den meisten Stämmen die Bezeichnung „Großer Hund“ (z. B. bei den Blackfoot), womit der wahre, praktische Wert des Pferdes am besten verdeutlicht wird – denn zuvor mussten die Frauen alles transportieren, was der Hund nicht tragen konnte. Die trefflichste Namensgebung ersannen allerdings die Sarcee, die es als „Sieben Hunde“ bezeichneten, was ungefähr die Arbeitsleistung zwischen Hund und Pferd am besten vergleicht. Doch mit den Pferden konnten die Indianer nun nicht nur viel größere Lasten transportieren, sondern auch viel gezielter und schneller auf Bisonjagd gehen. Erstmals konnten sie die Flussläufe der Prärien verlassen und tief ins Landesinnere der trockenen Great Plains eindringen und sich dort dauerhaft als Nomaden etablieren. Neben dem Erfolg bei der Bisonjagd, ermöglichte es auch die Ausweitung kriegerischer Aktivitäten zwischen den Stämmen.
Innerhalb weniger Jahrzehnte entwickelte sich auf den Plains ein Reiternomadentum, wodurch sich das Machtgefüge im gesamten Gebiet der Prärien und Plains völlig veränderte – zum Nachteil der bis dahin dominanten und bevölkerungsreichen sesshaften Prärie-Stämme.
Die Lakota entwickelten sich innerhalb von ca. 50 Jahren zu einem der größten und gefürchtetsten Reitervölkern der nördlichen Prärie, respektvoll nannten sie daher das Pferd auch „Bisonhund“ (Ŝuŋktaŋka).
Mit dem Pferd änderte sich das Leben der Prärie-Indianer grundlegend und spielte mit der Zeit in der Kultur der Plains-Indianer eine immer größere Rolle: Als Geschenk, Bezahlung, Brautpreis, zur Wiedergutmachung von Streitigkeiten sowie als mythisches Objekt religiöser Verehrung. Als Prestigeobjekt wurde es für Paraden und andere Anlässe oftmals reich geschmückt oder bemalt. Einige Stämme betrachteten es mit religiöser Ehrfurcht, andere sahen das Pferd als geheimnisvoll an, für wieder andere war es sogar heilig, so dass es bei den Comanche als „Gotthund“ (Puuku / Tʉhʉya) und bei den Sioux häufig als „Heiliger Hund“ (Ŝuŋˈkawakaŋ) bezeichnet wurde.

## Geschichte
Von den Kriegen im Osten zwischen Engländern, Franzosen und Amerikanern blieben die Sioux nahezu unbehelligt. Nur am Britisch-Amerikanischen-Krieg von 1812 waren auch einige Yanktonai-Krieger unter Häuptling Waneta beteiligt, der für seine Verdienste bei den Briten sogar zum Captain befördert wurde. Im Vertrag von Washington am 19. April 1858 hatten die Yankton fast ihr gesamtes Stammesgebiet an die Regierung abgetreten und wurden in Reservate umgesiedelt. Als Gegenleistung erhielten sie Geld, Lebensmittel und Warenlieferungen von der Regierung. Teile der Yanktonai zogen 1867 in das Reservat Devil’s Lake, andere in die Reservate Standing Rock und Fort Peck. Der Amerikanische Bürgerkrieg (1861–1865) führte zu Zahlungsschwierigkeiten und zum Ausbleiben der jährlichen Lieferungen, das eine Hungersnot bei den Östlichen Dakota auslöste. Es kam zu Unruhen in einigen Gruppen, doch beim Ausbruch des Sioux-Aufstands 1862 in Minnesota hielt sie der Yankton-Führer Palaneapape aus dem Konflikt heraus und warnte die weißen Siedler rechtzeitig, den Schutz der Forts aufzusuchen. Er rettete damit vielen Weißen das Leben. Auch die Yanktonai hielten sich aus dem Krieg heraus. Dennoch griff die US-Armee am 3. September 1863 während einer Strafexpedition ein Yanktonai-Jagdlager am Whitestone Hill an und tötete zwischen 100 und 300 Indianer. Kurz nach der Verabschiedung des Dawes Acts im Jahr 1887 begann die Aufteilung der Reservate in einzelne Parzellen und wurde 1890 beendet.

## Heutige Stämme und First Nations der Westlichen Dakȟóta

### Stämme in den USA
Die verschiedenen Stämme und Gruppen der Westlichen Dakȟóta wurden nach der Niederschlagung des Aufstands von 1862 in Reservate in Montana, North Dakota und South Dakota umgesiedelt und sind heute, meist zusammen mit Angehörigen der Dakota (Östliche Dakota) – und Lakota-Stammesgruppen der Sioux sowie Anishinabe und Assiniboine, in folgenden fünf auf Bundesebene anerkannten Stämmen (federally recognized tribes) organisiert und eingeschrieben:
Vereinigte Staaten – North Dakota
- Standing Rock Sioux Tribe[18] (auch: Wichíyena Oyáte (bezieht sich jedoch nur auf die hier lebenden Yanktonai)[19], die Standing Rock Reservation (Iyaposdata okášpe) mit Verwaltungssitz Fort Yates, ND, ist die nördlichste der aus der Großen Sioux-Reservation[20] hervorgegangenen Reservationen, die 1889 geschaffen wurden. Die Reservation, ca. 9.200 km² groß, liegt beiderseits der Grenze von North und South Dakota und wird südlich von der Cheyenne River Indian Reservation (Šahíyenawozu okášpe), im Norden vom Cannonball River und im Osten vom Lake Oahe, dem aufgestauten Missouri River, begrenzt, zudem durchfließt der Grand River den Südteil des Reservats, im Reservat befindet sich das Grab von Sitting Bull sowie eine Gedenkstätte für Sacajawea, Stammesgruppen: Westliche Dakȟóta, Lakota, Stämme: Yanktonai: Cutheads (Pabaksa, Paksa oder Natakaksa) der Upper Yanktonai (Ihanktonwana) und Gruppen der Lower Yanktonai (Hunkpatina), leben meist im North Dakota-Teil des Reservats. Lakota: Hunkpapa und Sihasapa (Blackfeet), leben heute meist im South Dakota-Teil des Reservats, 2005 lag die Arbeitslosenquote bei 86,00 %, Stammesmitglieder gesamt (Weiße und Indianer): 16.420 (davon 12.828 Sioux), hiervon leben 8.217, darunter 6.414 Sioux, im Reservat)[21]
- Spirit Lake Tribe[22] (auch: Mni Wakan Oyáte, die Spirit Lake Reservation (vormals: Devil’s Lake Reservation), umfasst ca. 1.049 km², das größte Gewässer ist der Devils Lake, mit ca. 900 km² der größte Natursee des Staates, der sich über 320 km erstreckt, bedeutendster Fluss ist der Sheyenne River, der das Reservat auf ca. 80 km durchfließt und im Süden begrenzt. Verwaltungssitz: Fort Totten, North Dakota, Stammesgruppen: Dakota, Westliche Dakȟóta, Stämme: Dakota: Sisseton (Sisituwan), Wahpeton und andere Gruppen. Yanktonai: Cutheads (Pabaksa, Paksa oder Natakaksa) der Upper Yanktonai (Ihanktonwana), Stammesmitglieder gesamt (Weiße und Indianer): 6.748, hiervon leben 4.238, darunter 3.587 Sioux, im Reservat)

Vereinigte Staaten – South Dakota
- Yankton Sioux Tribe[23] (auch Ihanktonwan Dakota Oyáte, die Yankton Reservation umfasst ca. 1.772 km² und liegt im äußersten Südosten von South Dakota, im Süden bildet der Missouri River zugleich die Reservats als auch die Bundesstaatsgrenze zu Nebraska, Verwaltungssitz ist Marty, Stammesgruppe: Westliche Dakȟóta, Stamm: Yankton sowie einige Yanktonai, Stammesmitglieder gesamt (Weiße und Indianer): 15.594 (davon 4.510 Sioux), hiervon leben 6.465, darunter 1.396 Sioux, im Reservat)
- Crow Creek Sioux Tribe (auch: Khağí wakpá Oyáte, die Crow Creek Reservation mit Verwaltungssitz in Fort Thompson umfasst ca. 1.092 km² und liegt in der Mitte South Dakotas entlang des Ostufers des Missouri River, am Westufer liegt die Lower Brule Reservation, Stammesgruppen: Dakota, Westliche Dakȟóta, Stämme: Mdewakanton (People of Spirit Lake), Yankton (Ihanktonwan – People of the End) sowie einige Lower Yanktonai (Hunkpatina), Stammesmitglieder gesamt (Weiße und Indianer): 22.364 (davon 5.659 Sioux), hiervon leben 2.010, darunter 1.821 Sioux, im Reservat)

Vereinigte Staaten – Montana
- Fort Peck Assiniboine & Sioux Tribes[24] (auch: Waxchíca, die Fort Peck Indian Reservation mit Verwaltungssitz in Poplar erstreckt sich im Nordosten Montanas nördlich des Missouri Rivers von West nach Ost ca. 180 km und von Süden nach Norden ca. 65 km und umfasst ca. 8.290 km², Stammesgruppen: Lakota, Dakota, Westliche Dakȟóta, Nakota, Stämme: Hunkpapa, Cutheads (Pabaksa, Paksa oder Natakaksa) der Upper Yanktonai (‘Ihanktonwana’), Sisseton, Wahpeton sowie folgende Gruppen der Assiniboine: Hudesabina (‘Red Bottom’), Wadopabina (‘Canoe Paddler’), Wadopahnatonwan (‘Canoe Paddlerrs Who Live on the Prairie’), Sahiyaiyeskabi (‘Plains Cree-Speakers’), Inyantonwanbina (‘Stone People’) und die Fat Horse Band[25], von den ca. 11.786 Stammesmitgliedern leben rund 6.000 auf der Reservation)

### First Nations in Kanada
Die nach dem Aufstand von 1862 nordwärts nach Kanada flüchtenden Yanktonai sind heute Stammesmitglieder in zwei First Nations (manchmal auch Bands genannt) der Prärieprovinz Manitoba in Kanada, die beide jedoch mehrheitlich aus Nachkommen von Stämmen und Gruppen der Dakota (Östliche Dakota) bestehen:
Kanada – Manitoba
Dakota Ojibway Tribal Council
- Birdtail Sioux First Nation (der Verwaltungssitz Beulah befindet sich auf dem bevölkerungsreichsten und größten Reservat Birdtail Creek #57, ca. 96 km nordwestlich von Brandon, das direkt am Assiniboine River im Südwesten von Manitoba liegt, Stammesgruppe: Dakota, Westliche Dakȟóta, Stämme: Mdewakanton, Wahpekute sowie einige Yanktonai, Reservate: Birdtail Creek #57, Birdtail Hay Lands #57A, Fishing Station #62A,[26] ca. 28,85 km², von den 805 Stammesmitgliedern leben 410 auf der Reservation)

Independent First Nations
- Canupawakpa First Nation[27] (auch Canupawakpa Dakota Nation, die First Nation lebt ca. 72 km südwestlich von Brandon, ca. 27 km südlich von Virden, Manitoba sowie 6 km nördlich von Pipestone, Manitoba, dem Verwaltungssitz. Die Stammesmitglieder haben ihre Sprache beibehalten und ihre Kultur bewahrt. Stammesgruppen: Dakota, Westliche Dakȟóta, Stämme: Wahpekute, Wahpeton, Yanktonai, Reservate: Canupawakpa Dakota First Nation, Fishing Station #62A, Oak Lake #59A, ca. 11,53 km², von den 661 Stammesmitgliedern leben 298 auf den Reservationen)